# Le Joyau noir
Le Joyau noir (titre original : The Jewel in the Skull) est un roman de fantasy de l’écrivain britannique Michael Moorcock. Il est paru en 1967 puis a été traduit en français et publié en 1973. Ce roman est le premier tome de la série La Légende de Hawkmoon.

## Résumé
L'action se passe après une catastrophe qui a morcelé les pays en fiefs moyenâgeux. La Granbretanne, le Ténébreux empire, veut unifier les pays en les conquérants brutalement. C’est le baron Meliadus qui en est le bras armé. 
Le héros est Dorian Hawkmoon. Il a subi un traumatisme après sa défaite pour défendre ses terres. Le baron Meliadus lui fait incruster dans le front un Joyau noir qui retransmet tout ce qu'il voit. Il le charge d’enlever Yisselda, la fille du comte d'Airain de Kamarg qui veut rester neutre. 
Dorian se fait aider notamment par un magicien en Orient, où il part pour tenter de se débarrasser du joyau noir, et le cavalier d'Or et de Jais. Après de nombreuses péripéties, il bat Meliadus et rentre en Occident.

## Analyse et commentaire
L’auteur a indiqué dans plusieurs interviews que les romans de ce cycle d’heroic fantasy avaient pour unique vocation de distraire leurs lecteurs.

## Prolongements
L’univers a inspiré un jeu de rôle : Hawkmoon.
En vue d’une adaptation télévisée, BBC Studios a acquis début 2019 les droits des quatre premiers romans de la série, soit Le Cycle du bâton runique qui comprend Le Joyau noir, Le Dieu fou, L'Épée de l'aurore et Le Secret des runes.